# Christine Kirbach
Christine Kirbach (geboren 1975 in Perleberg) ist eine deutsche Juristin und Richterin.

## Beruflicher Werdegang
Seit Dezember 2007 ist Christine Kirbach Richterin mit dem Schwerpunkt Jugendstrafrecht am Amtsgericht Perleberg. Von 2015 bis Juni 2018 war sie zusätzlich Präsidialrichterin am Landgericht Neuruppin (Teilabordnung).
Im Dezember 2018 wurde sie nach einer Nominierung durch die SPD-Fraktion vom brandenburgischen Landtag für eine zehnjährige Amtsperiode zur Richterin an das Verfassungsgericht des Landes Brandenburg gewählt. Sie trat ihr Amt im Januar 2019 an.
Seit Dezember 2020 ist die Juristin stellvertretende Direktorin am Amtsgericht Perleberg.

## Verfahren
Am 23. Oktober 2020 erklärte das Verfassungsgericht unter Beteiligung von Christine Kirbach das Paritätsgesetz für nichtig.